# Vitozza (Sorano)
Vitozza è un insediamento rupestre situato nel comune di Sorano, in provincia di Grosseto. La sua ubicazione è nella parte sud-orientale del territorio comunale, un paio di chilometri a nord-ovest rispetto alla frazione di San Quirico.

## Storia
L'antica città di Vitozza sorse in epoca medievale, quasi sicuramente alla fine dell'XI secolo, attorno al castello edificato dalla famiglia Aldobrandeschi. La struttura castellana venne costruita nel cuore di un insediamento rupestre che risultava abitato, molto probabilmente, già in epoca etrusco-romana.
Nella prima metà del Duecento il centro passò temporaneamente prima sotto il controllo di Orvieto e poi della famiglia Baschi, che nella parte orientale della provincia di Grosseto possedeva numerosi beni, prima di essere ripreso nuovamente dagli Aldobrandeschi ed inserito nel territorio della Contea di Sovana nel 1274, anno della spartizione dei beni della famiglia.
Tra la fine del Duecento e gli inizi del Trecento, il luogo venne conquistato dai Senesi che lo inglobarono nella Repubblica di Siena e lo controllarono, nonostante le numerose contese, fino alla metà del Quattrocento. Successivamente, Vitozza entrò a far parte della Contea degli Orsini, all'interno della quale rivestiva fondamentale importanza; tuttavia, in seguito si verificò un progressivo abbandono del nucleo castellano e delle sue strutture difensive per cause ancora ignote, che in seguito causò un lunghissimo ed inesorabile declino.
Ciò nonostante, l'insediamento rupestre di Vitozza, pur vedendo migrare gradualmente la popolazione verso il vicino centro di San Quirico di origini cinquecentesche, fu abitato fino a quasi tutto il Settecento. Nel 1783 i Lorena ne censirono la popolazione residente; all'entrata di alcune grotte è presente un pannello descrittivo che indica anche i nomi delle persone o delle famiglie che vi abitavano all'epoca del suddetto censimento.
Il definitivo abbandono delle grotte avvenne appunto alla fine del Settecento.

## Area archeologica
Vitozza in epoca medievale presentava un castello notevolmente fortificato, almeno due rocche ed edifici di culto tra i quali vanno ricordati una pieve e due chiese che sono decaduti assieme al resto dell'abitato, oltre al caratteristico insediamento rupestre.

### Insediamento rupestre di Vitozza

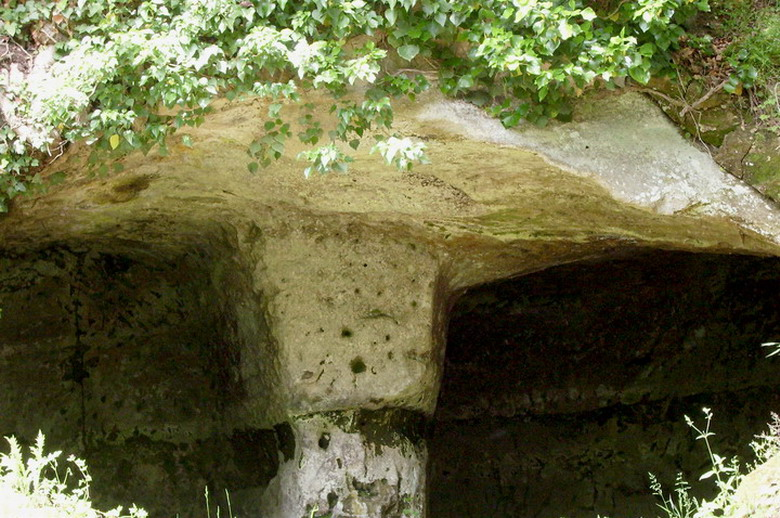
Particolare di una grotta ad uso abitativo

L'insediamento rupestre di Vitozza è sicuramente il più vasto e più importante dell'Italia centrale. Comprende oltre duecento grotte, che erano adibite ad abitazioni fin dall'epoca medievale, alcune delle quali erano ancora popolate nel Settecento quando i Lorena effettuarono il censimento degli abitanti della zona.
Le grotte adibite ad usi abitativi si estendono lungo i sentieri che attraversano il bosco che domina l'alta valle del fiume Lente, risalendola fino alla sua sorgente; alcune risultano piuttosto ravvicinate tra loro, mentre altre tendono ad essere più isolate.
In base alla loro tipologia, le grotte possono essere infatti classificate in quattro diverse tipologie di riferimento. Giungendo da San Quirico, si incontrano per un lungo tratto del sentiero tre varianti diverse di grotte.
Un primo gruppo è caratterizzato da grotte con aperture rettangolari che spesso sono disposte su più livelli collegati tra loro da scalette e passaggi, con le abitazioni collocate ai livelli superiori e i ricoveri degli animali a quelli inferiori.
Un secondo gruppo di grotte presenta piante rettangolari con strutture destinate ad ospitare gli animali.
Una terza tipologia di grotte era adibita ad usi misti: esse si caratterizzano per un'apertura ad arco, una pianta culminante con un settore a forma circolare e maggiori rifiniture. La parte a forma circolare, ad uso animale, era munita di mangiatoia; gli altri ambienti erano probabilmente adibiti ad abitazione.
Nella parte nord-occidentale di Vitozza, si trova invece un raggruppamento di alcune decine di grotte, denominate colombari, in base all'uso a cui erano destinate. Queste furono realizzate quasi certamente in epoca romana e rimasero attive anche durante tutto il Medioevo, con lo scopo di essere sfruttate per l'allevamento dei piccioni, pratica molto diffusa nel territorio di Sorano.

#### Particolari delle grotte

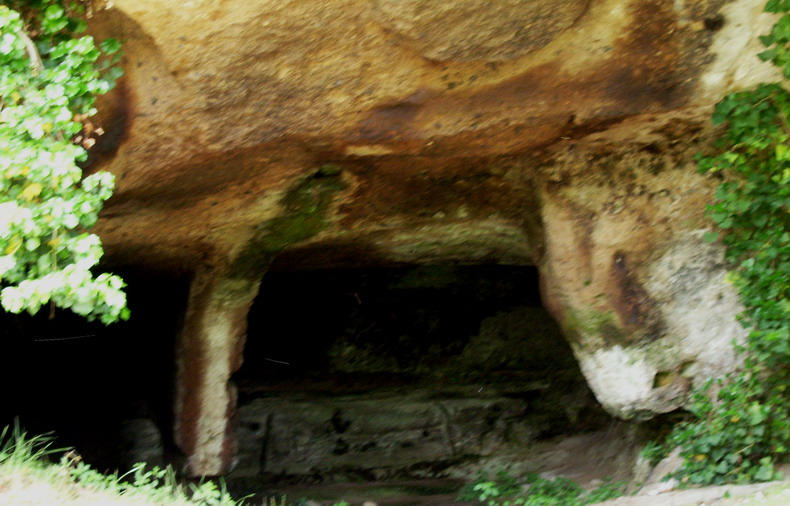
Grotta ad uso abitativo
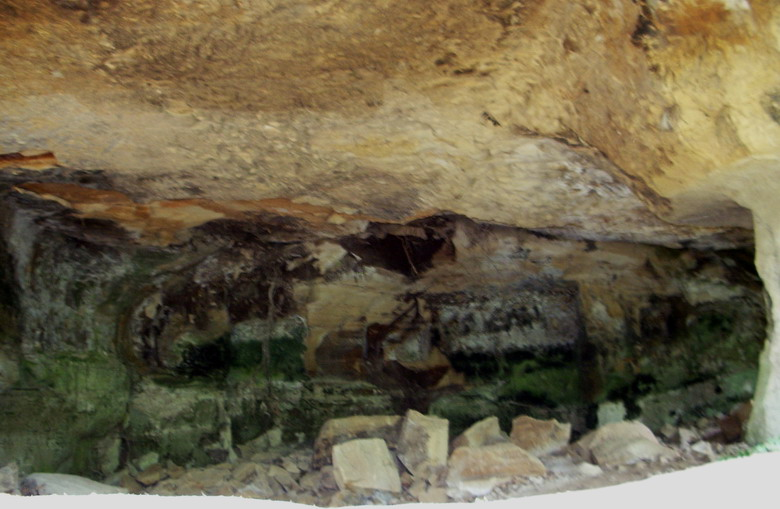
Grotta ad uso abitativo
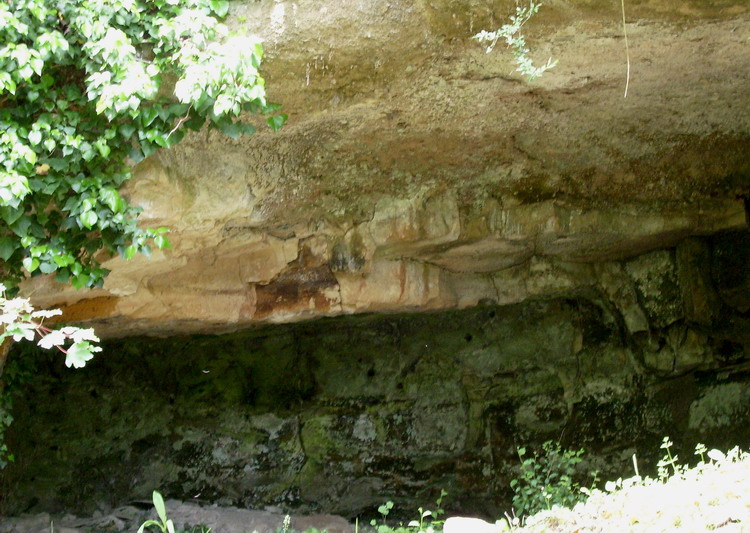
Grotta ad uso abitativo

### Rocche di Vitozza

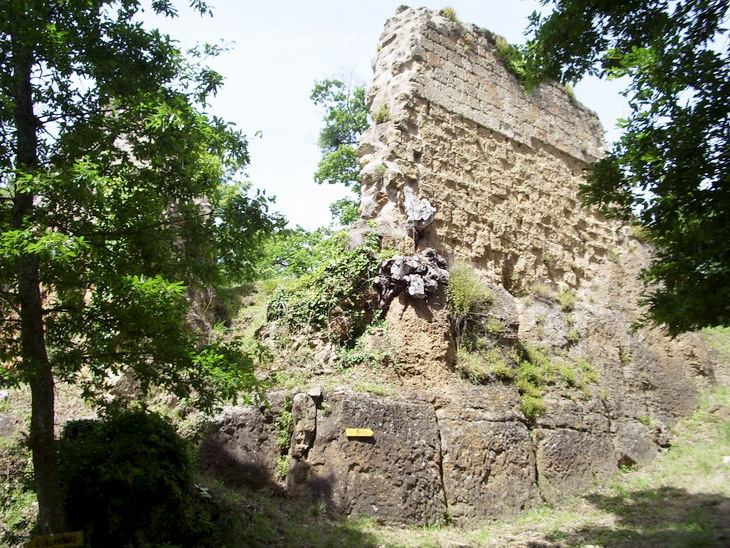
Il secondo castello di Vitozza

Il primo castello è una fortificazione che si presenta sotto forma di ruderi, situata lungo il sentiero che attraversa l'intero insediamento rupestre. Vi si giunge dopo aver superato una decina di grotte che, fino alla fine del Settecento, erano adibite ad uso abitativo. La fortificazione è la prima delle due rocche che caratterizzano i resti del castello medievale di Vitozza. La struttura si presenta con spesse pareti in conci di tufo, che inglobavano una porta che si apriva lungo la via di accesso. I resti della rocca sono visibili da entrambi i lati del sentiero che si biforca poco prima. Sul lato settentrionale la struttura era delimitata da un fossato, reso oramai invisibile dalla vegetazione, che proteggeva ulteriormente la struttura difensiva garantendone maggiore sicurezza.
Il secondo castello è una struttura fortificata situata lungo il sentiero che conduce verso i colombari (grotte adibite all'allevamento di volatili) e la sorgente del fiume Lente; la fortificazione è, di fatto, la seconda rocca di Vitozza. La struttura è situata su un poggio che si eleva sulla destra del sentiero e si raggiunge dopo aver superato un'altra serie di grotte ad uso abitativo. Le pareti si articolano su due cortine murarie che nel complesso si sviluppano ad L, presentandosi rivestite in conci di tufo, poggianti su un basamento roccioso dello stesso materiale che ne costituisce il naturale basamento a scarpa. Rispetto alla prima rocca vi si conservano più resti.

### La Chiesaccia

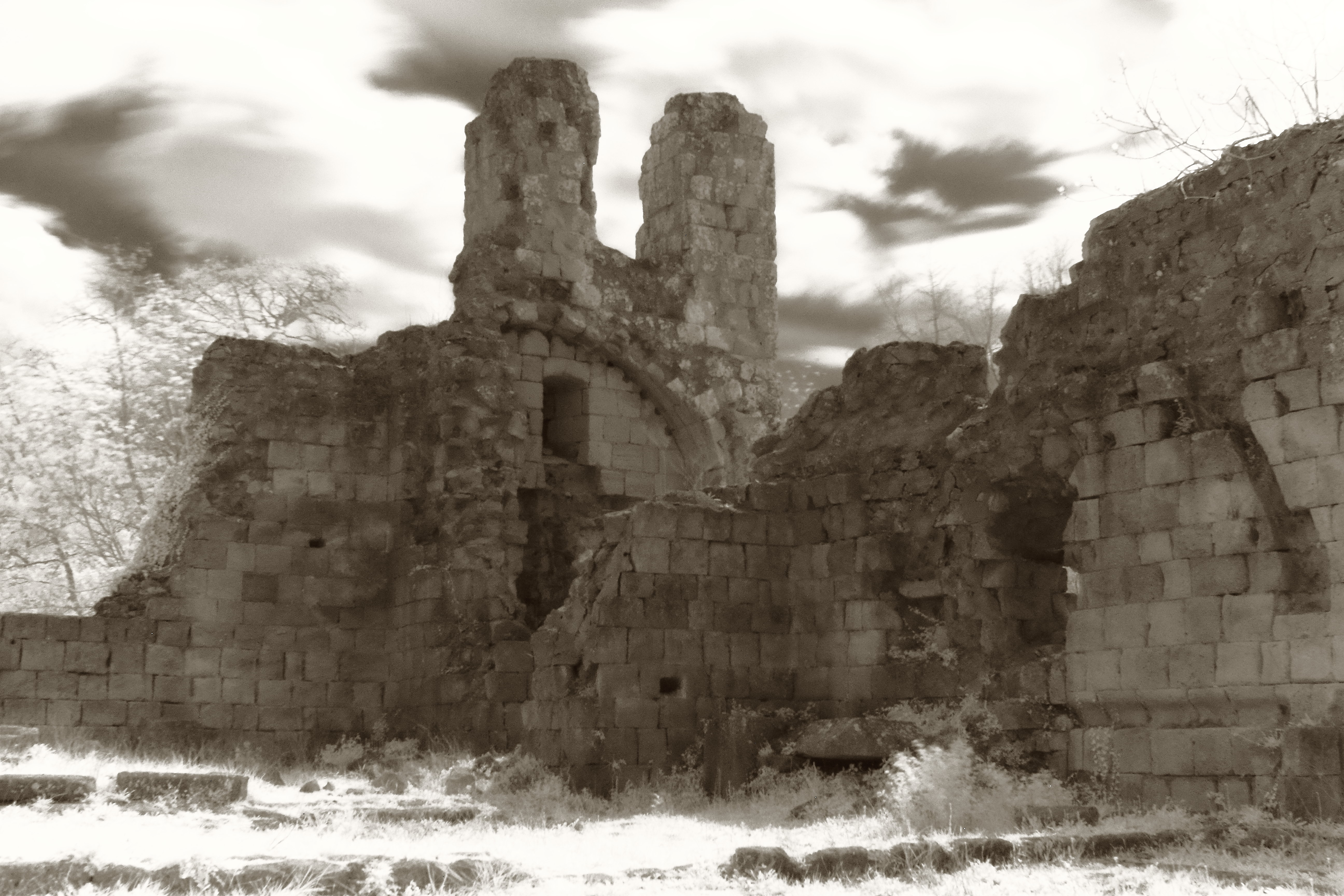
La Chiesaccia di Vitozza

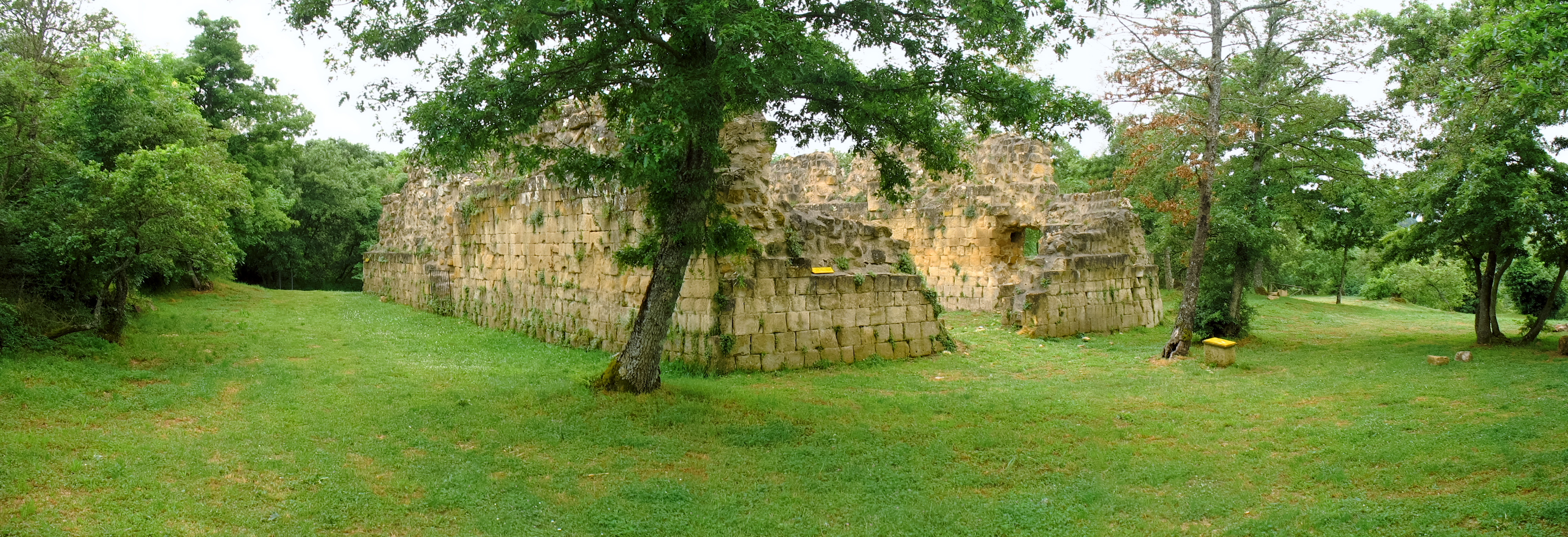
Chiesaccia

I ruderi di un edificio religioso di epoca medievale, denominato La Chiesaccia, sono raggiungibili deviando a destra dal sentiero proveniente da San Quirico, in prossimità della prima rocca.
Presso la chiesa, sono visibili sul lato settentrionale del pianoro i ruderi di un altro edificio fortificato che svolgeva funzioni difensive, oltre ai resti di una porta che controllava l'accesso attraverso la strada parallela al costone.
L'edificio religioso doveva presentarsi a pianta rettangolare e ad aula unica con abside semicircolare.